# Dov Shilansky
Dov Shilansky (Hebreeuws: דב שילנסקי) (Šiauliai, 21 maart 1924 - Tel Aviv, 9 december 2010) was een Israëlisch advocaat en politicus. Van 1977 tot 1996 zat hij voor de Likoed in de Knesset, van 1988 tot 1992 als parlementsvoorzitter. Van 1981 tot 1984 was hij ook staatssecretaris.
De uit Litouwen afkomstige Shilansky overleefde de Holocaust en emigreerde in 1948 naar Israël. Hij vocht mee in de Israëlische Onafhankelijkheidsoorlog van 1948-1949 alsook in de Zesdaagse Oorlog van 1967 en de Jom Kipoeroorlog van 1973. Aan de Hebreeuwse Universiteit van Jeruzalem studeerde hij rechten.
In oktober 1952 werd Shilansky gearresteerd voor het binnensmokkelen van een bom in het Israëlisch ministerie van Buitenlandse Zaken. Doordat hij ervan werd beschuldigd deel uit te maken van een ondergrondse organisatie werd hij veroordeeld tot twee jaar cel.
In 1993 stelde hij zichzelf kandidaat voor het presidentschap maar verloor met 66 tegen 53 van Ezer Weizman.